# Inmigración danesa en Australia
Un dano-australiano es un habitante de Australia con ascendencia danesa, de forma total o parcial; la mayoría de estas personas fueron parte de la diáspora danesa. En el censo 2006, 8.963 residentes de Australia declararon haber nacido en Dinamarca. Además de 50.413 residentes de Australia afirmaron tener ascendencia danesa, ya sea de manera exclusiva o junto con otra ascendencia.

## Historia
Había algo de inmigración danesa en el momento de la fiebre del oro de Australia. Se estima que había 1000 daneses en los yacimientos de oro de Victoria. Los inmigrantes daneses tuvieron un efecto significativo en la industria láctea australiana de los años 1880, en particular en el establecimiento y la gestión de fábricas de mantequilla.

### Los daneses en Tasmania
Durante la década de 1870, una serie de personas provenientes de Prusia Oriental y luteranos daneses llegaron a Tasmania. La mayoría de ellos se establecieron en el distrito agrícola de Bismarck, atraídos por la tierra barata y abundante agua limpia. El área fue declarada pueblo en 1881.
La Iglesia Luterana tardó en establecerse en Tasmania. Debido a la ausencia de esta, algunos de los alemanes que se habían asentado con anterioridad en Bismarck se unieron a la Iglesia Adventista del Séptimo Día, quienes llegaron a la región en 1889. Una iglesia Luterana fue inaugurada finalmente en Hobart el 11 de agosto de 1871, estando aún en actividad en la actualidad, pero ninguna iglesia fue construida en Bismarck.

### Inmigración tras la guerra
Había poca inmigración desde Dinamarca a Australia en la primera mitad del siglo XX: en 1901 Australia tenía una población de 6.281 personas que habían nacido en Dinamarca, en 1947 esa cifra fue de 2.759. En ambos casos, la población era de aproximadamente el 75% hombres. Hombres daneses se casaron con mujeres de otras elasticidades en Australia, lo que hacía más difícil para la comunidad el mantener su identidad.
Los ciudadanos daneses estaban dentro del alcance del programa de inmigración posguerra de Australia. De una población de 2.954 danés-australianos en 1954, había 7.911 daneses que vivían en Australia en 1981. Las proporciones de masculinidad eran más saludables, con un 58% de éstos siendo varones.

## Cultura
Hay una Sociedad Dano-Australiana. La comunidad danesa en Australia ha escrito varios libros acerca de ella.